# 高橋竜彦
髙橋 竜彦（たかはし たつひこ、1974年6月6日）は、福岡県出身の男性プロゴルファー。所属は浜通り交通。

## 経歴
12歳からゴルフを始める。
1991年、沖学園高校在学時に全国高等学校ゴルフ選手権大会で優勝。1996年、日本大学在学時に朝日杯争奪日本学生ゴルフ選手権優勝。
1997年にプロ転向。2000年、PGAフィランソロピートーナメントで島田正士、三橋達也とのプレーオフに臨んだが島田に敗れた。転向後、2004年までツアー68試合に出場するも31試合に予選落ちし、シード権にも届かなかった。
2005年、「アイフルカップゴルフトーナメント」では一時、横尾要、河村雅之、川岸良兼ら6人で首位に並ぶ混戦となったが、通算16アンダーで2位・高島康彰に1打差をつけ、プロ9年目でツアー初優勝。賞金ランク25位で初のシード権獲得。
2006年、「日本ゴルフツアー選手権」では最終日を単独首位で迎えて中嶋常幸らと争い、通算7アンダーで2位・平塚哲二に3打差をつけ、ツアー2度目の優勝をメジャーで飾った。4,817万円余を獲得し、賞金ランク23位。

## 成績

### 日本ツアー優勝 (2)
| 勝数             |
| メジャー (1)     |
| ツアー他大会 (1) |

| No. | 日程                 | 大会                   | スコア                | 2位との差 | 2位（タイ） |
| --- | -------------------- | ---------------------- | --------------------- | --------- | ----------- |
| 1   | 2005年7月28-31日     | アイフルカップ         | −16 (69-64-66-69=268) | 1打       | 高島康彰    |
| 2   | 2006年6月29日-7月2日 | 日本ゴルフツアー選手権 | −7 (71-66-68-68=273)  | 3打       | 平塚哲二    |

## 人物・逸話
- 妻の牛渡葉月も女子プロゴルファーで、髙橋のキャディを務めることもある[4]。